# Nicolas de Condorcet
Marie Jean Antoine Nicolas de Caritat, markies de Condorcet (Ribemont, 17 september 1743 – Bourg-la-Reine, 28 maart 1794) was een Franse filosoof, wiskundige en politicus (en vroege politieke wetenschapper) die het concept van de methode Condorcet ontwikkelde. In vele facetten vooruitlopend op zijn tijd als een 18e-eeuwse denker, pleitte hij voor een liberale economie, vrij en gelijk publiek onderwijs, grondwettelijk recht, en gelijke rechten voor vrouwen en voor mensen van alle rassen. Zijn ideeën en geschriften hebben de Franse en de wereldpolitiek beïnvloed en blijven invloedrijk tot aan de dag van vandaag.

## Leven
Condorcet werd geboren op 17 september 1743 in Ribemont, destijds gelegen in de provincie Picardië, heden ten dage in het departement Aisne. Zijn vader, een legerofficier, sneuvelde kort na zijn geboorte. Zijn moeder, voor de tweede keer weduwe geworden, liet de opvoeding van haar zoon over aan de kerk. Condorcet werd op elfjarige leeftijd naar de jezuïetenschool in Reims gestuurd, waar hij in de volgende jaren een afkeer ontwikkelde van de kerkelijke greep op het onderwijs.
In de periode van 1765 tot 1774 concentreerde Condorcet zich hoofdzakelijk op de wetenschappen. Hij zag af van een militaire loopbaan, zoals zijn familie had gewild. In 1765 publiceerde hij zijn eerste werk over wiskunde: Essai sur le calcul intégral. In 1769 werd hij verkozen als lid van de Académie royale des sciences.
Als bezoeker van de salon van Julie de Lespinasse kwam Condorcet in de kring van Condillac, Marmontel, d'Alembert, Helvétius, d'Holbach, Turgot, Buffon en in mindere mate ook Voltaire.
In 1774 trad Condorcet op de voorgrond met zijn werk Lettres d'un théologien à l'auteur du Dictionnaire des trois siècles (Brieven van een theoloog aan de auteur van het Woordenboek der drie eeuwen). Datzelfde jaar werd hij door Jacques Turgot, de nieuwe algemeen controleur van Financiën, benoemd tot inspecteur-generaal van de Munt te Parijs. Condorcets aandacht verschoof daardoor van de wiskunde naar de filosofie en de politiek. In 1777 werd hij benoemd tot secretaris van de Académie des Sciences en in 1782 werd hij toegelaten tot de Académie française.
In de daaropvolgende jaren wijdde Condorcet zich aan een meer actief politiek leven: hij verdedigde de rechten van de mens in het algemeen, en meer specifiek de rechten van vrouwen en kleurlingen. Hij steunde ook de zaak van de jonge Verenigde Staten en stelde politieke, economische en bestuurlijke hervormingen voor om de Franse maatschappij te veranderen.
Met de Franse Revolutie werd Condorcets politieke activiteit nog intenser. In 1790 stichtte hij samen met Emmanuel Joseph Sieyès de Société de 1789 en nam hij de leiding van het Journal de la Société de 1789.

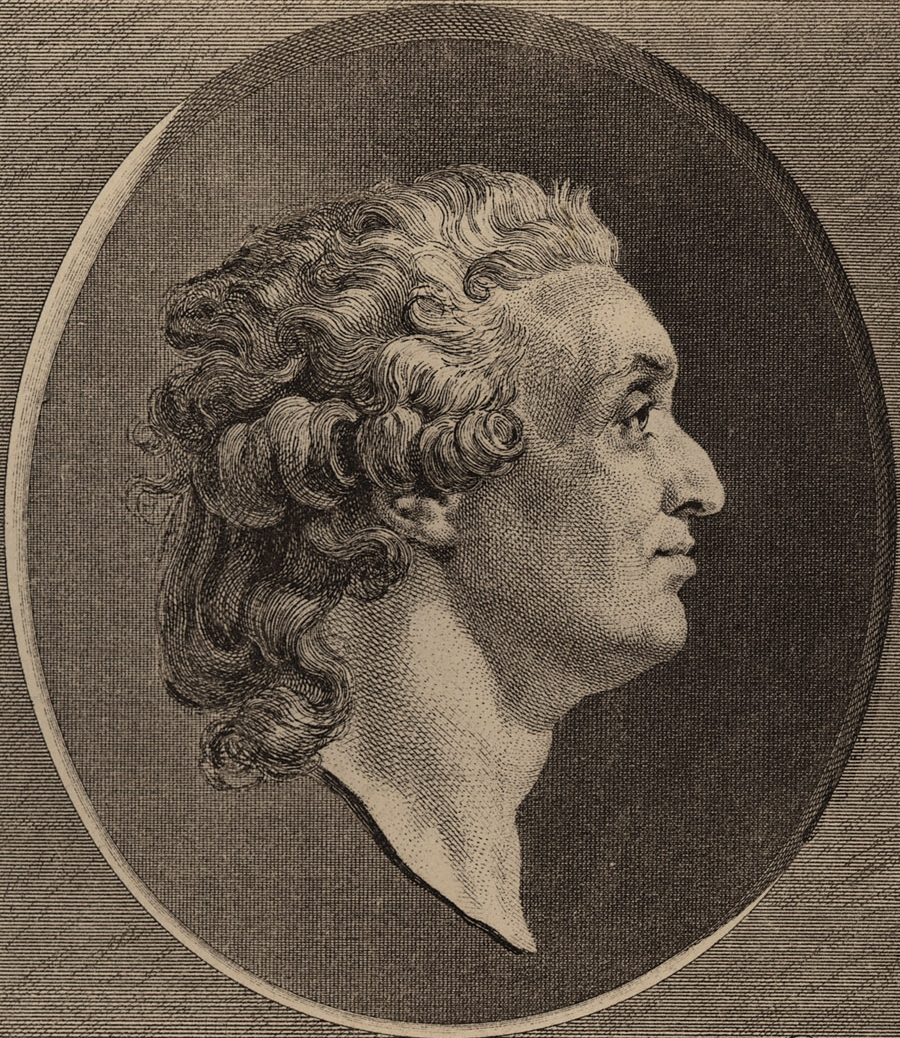
Markies de Condorcet op een gravure van Augustin de Saint-Aubin (1789)

Condorcet hoopte dat de Franse Revolutie zou leiden tot een rationele wederopbouw van de maatschappij. In 1791 werd hij verkozen tot de Assemblée législative en in 1792 werd hij lid van de Convention nationale. Condorcet maakte deel uit van de girondijnen en sprak zich tijdens het proces tegen Lodewijk XVI uit vóór de schuld van de Koning, maar tégen de executie (als tegenstander van de doodstraf stelde hij de galeien voor als straf). De girondijnen verloren in 1793 de controle over de Assemblée ten voordele van de jakobijnen. Nadat hij kritiek had geuit op het voorstel tot Franse grondwet van 1793 van Marie-Jean Hérault de Séchelles, werd hij van verraad beschuldigd en verschool hij zich in het huis van Mme. Vernet te Parijs. 
Tijdens de maanden waarin hij daar zat ondergedoken, werkte Condorcet aan zijn Tableau historique des progrès de l'esprit humain, waarvan hij zijn Esquisse klaar had in oktober 1793. Hij schetste de geschiedenis van de mensheid als een conflict tussen bijgeloof en filosofie. In deze strijd werd de kwaadaardige macht van de priesters en despoten stelselmatig ondergraven door de rede, met menselijke vooruitgang als resultaat. Condorcet onderscheidde tien tijdperken en keek utopisch vooruit naar een toekomst waarin bij meerderheid zou worden beslist en alle mensen compleet rationeel zouden zijn geworden. Hij meende dit te kunnen voorspellen op grond van de immanente wetten die hij in de geschiedenis ontwaarde.
Op 25 maart 1794 verliet Condorcet zijn schuilplaats, na berichten dat hij daar gevaar liep. Twee dagen later werd hij gearresteerd te Clamart. Op 29 maart werd hij dood aangetroffen in de gevangenis van Bourg-l'Égalité (Bourg-la-Reine). Zijn doodsoorzaak is onzeker. Wellicht pleegde hij zelfmoord met het gif dat naar hem werd genoemd - het 'condorcetgif', een dodelijk mengsel van opium, stramonium en zoetstof, dat hij zelf "le pain des frères" noemde en in zijn ring had verstopt. Het kan ook dat hij stierf als gevolg van de emoties en angsten die hij daarvoor had meegemaakt.
In 1989 werd zijn as overgebracht naar het Panthéon. In Parijs staat een standbeeld voor hem op de Quai de Conti.

## Onderwijs
Condorcet formuleerde vernieuwende ideeën over onderwijs. Zo benadrukte hij dat onderwijs door de overheid georganiseerd zou moeten worden. Studiebeurzen, kosteloos onderwijs, gemengde scholen (naar geslacht, herkomst en klasse) – deze ideeën vonden veel aanhang, maar ze zijn niet tijdens zijn leven uitgevoerd, zelfs niet kort tijdens de Franse Revolutie. Niemand werd namelijk bereid gevonden deze maatregelen te financieren.

## Vrouwenrechten
In een tijd waarin zelfs verlichte geesten de intellectuele achterstand van vrouwen als een natuurgegeven beschouwden en niet als het resultaat van discriminatie in het onderwijs, schokte Condorcet zijn publiek met de emancipatoire aspiraties van zijn postume Esquisse:
Onder de vorderingen van menselijke geest die van het grootste belang zijn voor het algemeen geluk, moeten we rekenen de algehele uitroeiing van die vooroordelen die tussen de twee geslachten een ongelijkheid in rechten hebben gevestigd, die zelfs voor het begunstigde geslacht schadelijk was. Vergeefs zou men zoeken naar rechtvaardigingsgronden in de verschillen qua fysiek bouw, in het onderscheid dat men zou willen vinden in verstandelijke vermogens, in morele gevoeligheid. Deze ongelijkheid heeft geen andere oorsprong gehad dan machtsmisbruik, en het is vergeefs dat men haar sindsdien door drogredenen heeft pogen te verschonen.
In 1790 pleitte hij krachtig voor het kiesrecht voor vrouwen in de nieuwe republiek en voor de uitbreiding van politieke en sociale rechten voor vrouwen.

## Werken

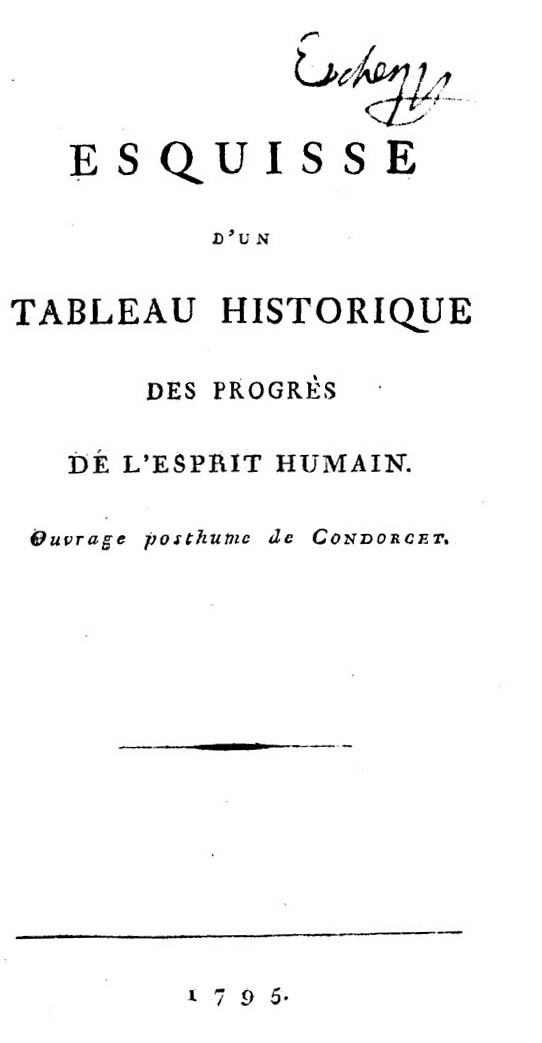
Esquisse d'un tableau historique des progres de l'esprit humain, 1795

- Essai sur le calcul intégral, 1765
- Du probleme des trois corps. A Paris, de l'Imprimerie de Didot, 1767
- Lettres d'un théologien à l'auteur du Dictionnaire des trois siècles, 1774
- Réflexions sur l'esclavage des nègres, 1781. Onder het pseudoniem M. Schwartz. Vertaald als: Beschouwingen over de negerslavernij. Weesp: Heureka, 1989 ISBN 90-6262-282-8
- Mémoire sur le calcul des probabilités, in Mémoires de l’Académie royale des sciences. 1781–1784
- Éloge de M. d'Alembert, lu dans l'Assemblée publique de l'Académie des sciences, le 21 Avril 1784. A Paris: chez Moutard, 1784
- Essai sur l'application de l'analyse à la probabilité des décisions rendus à la pluralité des voix. Paris: Royale, 1785
- De l’influence de la révolution d’Amérique sur l’Europe. 1786
- Vie de Monsieur Turgot. Londres, 1786
- Réflexions d'un citoyen, sur la révolution de 1788. Londres, 1788
- Sur le choix des ministres. 1789
- Au corps électoral sur Esclavage des Noirs. 1789
- Réponse à l'adresse aux provinces. 1789
- Réfléxions sur ce qui a été fait et sur ce qui reste à faire. 1789
- Lettre aux bailliages de France. 1789
- Déclaration des droits. 1789
- Sur l’admission des femmes au droit de cité. 1790
- Extrait du Pacte de famille donné par la Gazette de France, le 26 décembre 1761. A Paris, Imprimerie Nationale, 1790
- Lofreden over den heer Benjamin Franklin. In eene openbare zitting van de Akademie der Wetenschappen te Parijs, den XIII. van November, 1790 uitgesproken. Te Rotterdam: bij J. Meyer, 1791
- Lettre de M. Condorcet à M***, magistrat de la ville de***, en Suisse, 1792. Vertaald als: Brief van de heer Condorcet, aan de heer ....., lid van de regeering der stad*** in Zwitzerland, 1792
- Réflexions sur la révolution de 1688, et sur celle du 10 août 1792, 1792. Vertaald als: Aanmerkingen over de staats-omwentelingen, van Engeland, in den jaare 1688. en van Frankryk, op den tienden van oogstmaand ... 1792. Haarlem: J. Tetmans, 1792
- Adresse aux Bataves, 1792. Vertaald als: Bericht aan de Batavieren. Te Duinkerken, by van Schelle & comp, 1792
- Esquisse d'un tableau historique des progrès de l'esprit humain, 1794. Troisième ed. 1797. Postuum uitgegeven. Vertaald als: Schets van een historiesch tafereel der vorderingen van 's menschen geest. Haarlem: F. Bohn, 1802. In 2008 verschenen als Over de vooruitgang van de menselijke geest, Kampen : Klement ISBN 978-90-8687-012-7
- Vie de Voltaire. Paris : Renouard, 1822. Bevat ook: Mémoires pour servir à la vie de M. de Voltaire / écrits par lui-m^eme. Commentaire historique sur les œuvres de l'auteur de la Henriade. Choix de pièces justificatives pour La vie de Voltaire
- Correspondance inédite de Condorcet et de Turgot: 1770-1779. Paris: Charavay Frères, 1883

- Œuvres complètes, Paris, 1804. 21 delen
  - Tome premier. Eloges des académiciens de l'Académie Royale de Sciences, morts depuis l'an 1666, jusqu'en 1699
  - Tome II: Mélanges de littérature et de philosophie Tome II. Éloges des académiciens de l'Académie Royale de Sciences, morts depuis l'an 1771
  - Tome III: Mélanges de littérature et de philosophie tome III. Éloges des académiciens de l'Académie Royale de Sciences, morts depuis l'an 1783
  - Tome IV: Mélanges de littérature et de philosophie. Eloges des académiciens de l'Académie Royale de Sciences, morts depuis l'an 1787; suivvis de cuex de Michel de l'hôpital et de Blaise Pascal
  - Tome V: Vie de M. Turgot, publiée en 1786
  - Tome VI: Mélanges de littérature et de philosophie. Vie de Voltaire, suivi des advertissements et notes ...
  - Tome septième: Economie politique et politique tome I. Réflexions sur la jurisprudence criminelle. 1775. 1847
  - Tome VIII: Mélanges de littérature et de philosophie. Exquisse d'un tableau historique des progrès de l'esprit humaine. Premiere partie
  - Tome IX: Mélanges de littérature et de philosophie Tome IX. Sur l'instruction publique
  - Tome X: Mélanges de littérature et de philosophie Tome X. Lettres d'un théologien a l'auteur des trois siècles
  - Tome XI: Mélanges de politique tome XI. Réflexions sur la jurisprudence criminelle
  - Tome XII: Lettres d'un bourgeois de New-Heaven a un citoyen de Virginie ...
  - Tome XIII: Melanges de politique. Sur les assemblées provinciales. Première partie
  - Tome XIV: Melanges de politique. Sur les assemblées provinciales. Seconde partie
  - Tome XVI: Fragmentt sur la liberté de la presse
  - Tome XVII: Mélanges de politique tome XVII. De l'influence d'un monarque et d'une cour . Sur les moers d'un peuple libre
  - Tome XVIII: Sur le sens du mot révolutionnaire
  - Tome XIX: Lettre d'un laboureur de Picardie, A.M.N.***
  - Tome XX: Mélanges d'economie politique Tome XX. Plan d'un emprunt publique, avec  des hypothèques spéciales
  - Tome XXI: Sur les caisses d'accumulation

## Bron
De biografie van Élisabeth Badinter en Robert Badinter, Condorcet. Intellectuel en politique (1988), verscheen ook in het Nederlands: Markies de Condorcet 1743-1794. Een intellectueel in de politiek, 1993 (Uitgeverij: Van Oorschot, ISBN 90-282-0813-5). Vertaling Frans de Haan.